# Lukas Essl

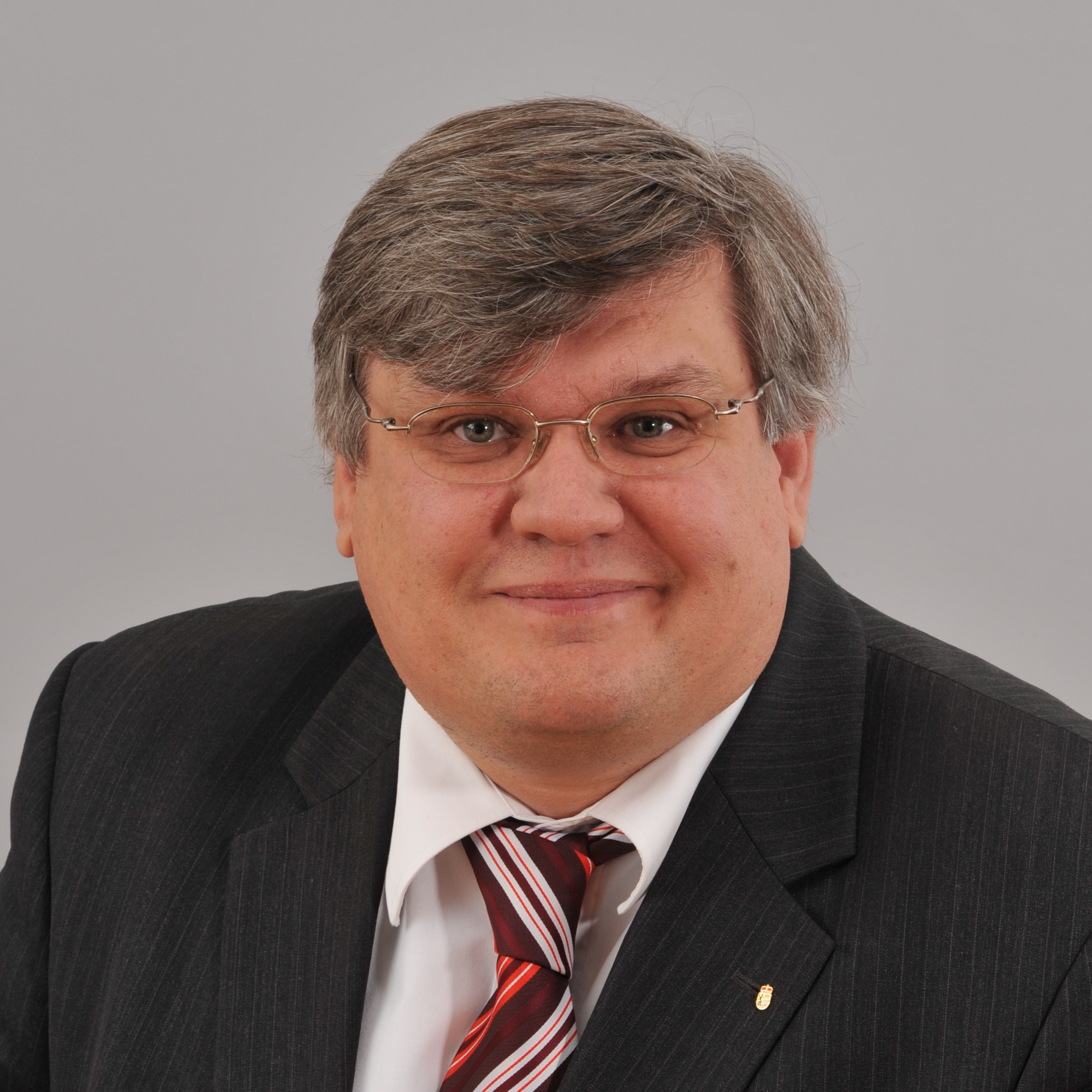
Lukas Essl (2012)

Lukas Essl (* 19. September 1965 in Hallein; † 1. Mai 2019 in Salzburg) war ein österreichischer Karosseriebauer und Politiker (FPÖ bzw. FPS). Essl war von 1999 bis 2018 Abgeordneter zum Salzburger Landtag.

## Ausbildung und Beruf
Essl besuchte zwischen 1972 und 1980 die Volks- und Hauptschule in Golling und im Anschluss bis 1981 den Polytechnischen Lehrgang in Hallein. Er absolvierte danach eine Lehre als Karosseriebauer und schloss diese 1984 ab. Zwischen 1984 und 1985 leistete Essl den Zivildienst beim Roten Kreuz in Abtenau und  Sankt Johann im Pongau ab. Essl arbeitete seit 1984 als Karosseriebauer im Familienbetrieb in Golling.

## Politik
Essl trat 1984 der FPÖ bei und wurde 1986 zum Mitglied der Bezirksparteileitung der FPÖ im Tennengau gewählt. Er war zwischen 1991 und 1995 stellvertretender Bezirksparteiobmann und übernahm 1995 die Funktion des Bezirksparteiobmanns der FPÖ Tennengau. Zwischen 1994 und 1998 war Essl Mitglied der Gemeindevertretung Golling, seit 1998 ist er Gemeinderat.
Essl war von 1996 bis 1999 Mitglied des Aufsichtsrates des Salzburger Ausstellungszentrums und zwischen 1999 und 2004 Mitglied des Kuratoriums des Salzburger Bildungswerkes, Mitglied des Vorstandes sowie des Exekutivkomitees der Salzburger Volkshochschule.
Essl vertrat die FPÖ bzw. später die Freie Partei Salzburg (FPS) ab 1999 im Salzburger Landtag. Seine Arbeitsschwerpunkte waren nach eigenen Angaben die Bereiche Feuerwehrwesen, Gemeinden, Kunst und Kultur, Natur- und Umweltschutz, Jugend, Schule, Südtirol, Unterricht und Bildung sowie Verkehr. Nach der Landtagswahl in Salzburg 2018 schied er aus dem Landtag aus.